# Chimarra fansipangensis
Chimarra fansipangensis är en nattsländeart som beskrevs av Wolfram Mey 1998. Chimarra fansipangensis ingår i släktet Chimarra och familjen stengömmenattsländor. Inga underarter finns listade i Catalogue of Life.